# Христо Мутев
Христо Стефанов Мутев е български юрист.

## Биография
Роден е в Калофер. Брат е на просветния деец Димитър Мутев, поетесата Елена Мутева и музиканта Никола Мутев. През 1842 или 1843 г. завършва Ришельовския лицей в Одеса. Работи като секретар в канцеларията на одеския градоначалник.